# Lövgrunden
Lövgrunden är öar i Finland. De ligger i Skärgårdshavet och i kommunen Pargas i landskapet Egentliga Finland, i den sydvästra delen av landet. Öarna ligger omkring 43 kilometer sydväst om Åbo och omkring 180 kilometer väster om Helsingfors.
Arean för den av öarna koordinaterna pekar på är 0,6 hektar och dess största längd är 100 meter i sydväst-nordöstlig riktning. I omgivningarna runt Lövgrunden växer i huvudsak barrskog. Runt Lövgrunden är det mycket glesbefolkat, med 7 invånare per kvadratkilometer. Närmaste större samhälle är Nagu, 16,2 km öster om Lövgrunden.